# Gaston VI de Béarn
Pour les articles homonymes, voir Béarn (homonymie).
Gaston VI de Béarn (1173-1214) fut vicomte de Béarn, de Gabardan et de Brulhois. Investi comte de Bigorre en 1192 par Alphonse d'Aragon, il est confirmé dans ce titre par son mariage en 1196 avec Pétronille de Bigorre, fille de Bernard IV de Comminges, héritière du comté.

## L'enfance
Gaston était le fils de Marie de Béarn, vicomtesse légitime de Béarn depuis 1170, et de Guillaume de Moncade, seigneur catalan, que le roi Alphonse II d'Aragon avait imposé en 1171 comme époux de Marie et vicomte de Béarn. Les nobles béarnais s'étaient révoltés contre l'intrusion aragonaise et avaient successivement nommé deux seigneurs qui furent rapidement exécutés pour n'avoir pas respecté les fors de Béarn. En 1173, une délégation béarnaise se rendit au monastère où Marie s'était réfugiée pour lui demander de leur remettre l'un de ses fils jumeaux nouveau-nés. Marie accepta et leur remit Gaston, qui allait devenir Gaston, sixième du nom.

Durant la minorité de Gaston, la vicomté fut gouvernée par des régents aragonais dont un certain Pelegrino de Castellarzuelo, seigneur de Barbastro. Cette période de l'histoire béarnaise est très mal documentée.

## Le vicomte de Béarn
En 1187, à l'âge de 14 ans, Gaston fut déclaré majeur et prêta hommage à Huesca au roi d'Aragon pour sa vicomté de Béarn ; il n'en fut pas de même pour les vicomtés de Gabardan et de Brulhois qui furent ainsi de fait reconnues par Alphonse II comme faisant partie intégrante des possessions du duché d'Aquitaine.
Il ne prit pas part à la troisième croisade (1189-1192), de même que les autres nobles du sud de la France, parce que la région était alors engagée dans un grand conflit confrontant les couronnes d'Aragon-Catalogne d'une part et de Toulouse de l'autre. Durant cette lutte, le Béarn se trouvait clairement du côté aragonais.

En 1194, il mit fin au conflit territorial avec le vicomte de Dax, en renonçant aux petits territoires de Mixe et Ostabarret et en recevant en échange la ville d'Orthez.

En 1196, il conclut également une paix avec son voisin le vicomte de Soule.

Cette même année il épousa sa cousine Pétronille, héritière du comté de Bigorre et de la vicomté de Marsan. 

Gaston parvint ainsi à établir la paix avec tous ses voisins immédiats.

## La croisade albigeoise
Barcelone s'imposa à Toulouse, qui demanda une trêve, mais ceci ne ramena pas la paix dans la région car le pape Innocent III lança en 1208 une croisade contre les Cathares, un mouvement religieux installé surtout dans le Languedoc. Une armée française (c'est-à-dire composée de chevaliers d'Île-de-France) sous le commandement de Simon de Montfort envahit la région. Divers nobles occitans furent dépossédés de leurs territoires, et comme ils étaient des vassaux du roi d'Aragon Pierre II d'Aragon, ce dernier se sentit obligé de les protéger. Le pape ordonna à Gaston de ne pas intervenir contre les croisés mais celui-ci n'en tint pas compte et participa à la contre-attaque qui obligea Simon de Monfort à lever le siège de Toulouse (1211). Il prit également part à la désastreuse attaque contre Castelnaudary. Gaston n'agissait pas de la sorte pour des motifs religieux (il n'y avait pas de Cathares en Béarn ni en Bigorre) mais par fidélité au roi d'Aragon.

Les conséquences pour Gaston furent désastreuses. Quelques croisés aquitains le dépossédèrent de la petite vicomté de Brulhois. Il fut de plus excommunié par le concile de Lavaur et ses terres déclarées sans seigneur par le pape.

Le 27 janvier 1213, Gaston prêta une fois de plus hommage au roi d'Aragon, suivi cette fois par les comtes de Comminges, de Foix et de Toulouse. Pierre II réalisait ainsi son projet de grand état trans-pyrénéen, assurant sa domination de l'Èbre jusqu'à la Provence, incluant les deux versants des Pyrénées. Mais tout fut remis en cause le 12 septembre par la défaite et la mort de Pierre II lors de la bataille de Muret. Gaston ne put se joindre à cette bataille parce que le roi d'Aragon, par excès de confiance, n'avait pas laissé le temps à tous ses vassaux de se joindre aux troupes.

Peu après la bataille de Muret, le pape accorda publiquement son pardon à Gaston VI ainsi qu'au comte de Comminges. La pénitence fut légère : donner à l'évêque d'Oloron les seigneurs de deux quartiers de la ville. Gaston récupéra également la vicomté de Brulhois.

Sa fidélité au roi d'Aragon fut clairement explicitée dans le Llibre del Fets (chapitre 37) du roi Jacques Ier d'Aragon, qui le mentionne aux côtés de son frère Guillaume comme l'un des rares qui l'accompagnèrent au siège de la ville de Tamarite de Litera.

Gaston mourut sans descendance en 1214. Son frère jumeau, Guillaume-Raymond lui succéda. La Bigorre revint de nouveau à sa femme, qui se remaria peu après.

## Source
- Pierre Tucoo-Chala, Quand l'Islam était aux portes des Pyrénées : de Gaston IV le Croisé à la croisade des Albigeois, Biarritz, J&D Editions, Biarritz, 1994, 285 p. (ISBN 2-84127-022-X)